# Nephrotoma rubriventris
Nephrotoma rubriventris is een tweevleugelige uit de familie langpootmuggen (Tipulidae). De soort komt voor in het Palearctisch gebied.